# Lycaste luminosa
Lycaste luminosa är en orkidéart som beskrevs av Henry Francis Oakeley. Lycaste luminosa ingår i släktet Lycaste och familjen orkidéer. Inga underarter finns listade i Catalogue of Life.